# Värnamo
Värnamo ist eine Kleinstadt in der schwedischen Provinz Jönköpings län und der historischen Provinz Småland. Die im Tal des Flusses Lagan und an der Europastraße 4 gelegene Stadt ist Hauptort der gleichnamigen Gemeinde.

## Verkehr
Värnamo liegt an der Nord-Süd verlaufenden Europastraße 4. Der Ort hat einen Bahnhof an der Bahnstrecke Halmstad–Nässjö.

## Sehenswürdigkeiten
- Wohnhaus des Designers Bruno Mathsson mit Museum
- Park und Freilichtmuseum Apladalen
- Kirche von Värnamo aus dem 19. Jahrhundert
- Mittelalterlicher Runenstein an der Straße nach Jönköping
- Nordwestlich der Stadt liegt der Nationalpark Store Mosse mit dem 2004 eingerichteten Besucherzentrum "naturum".
- Die Ohsabanan, eine zur Museumseisenbahn ausgebaute Schmalspurbahn (ca. 15 km von Värnamo)

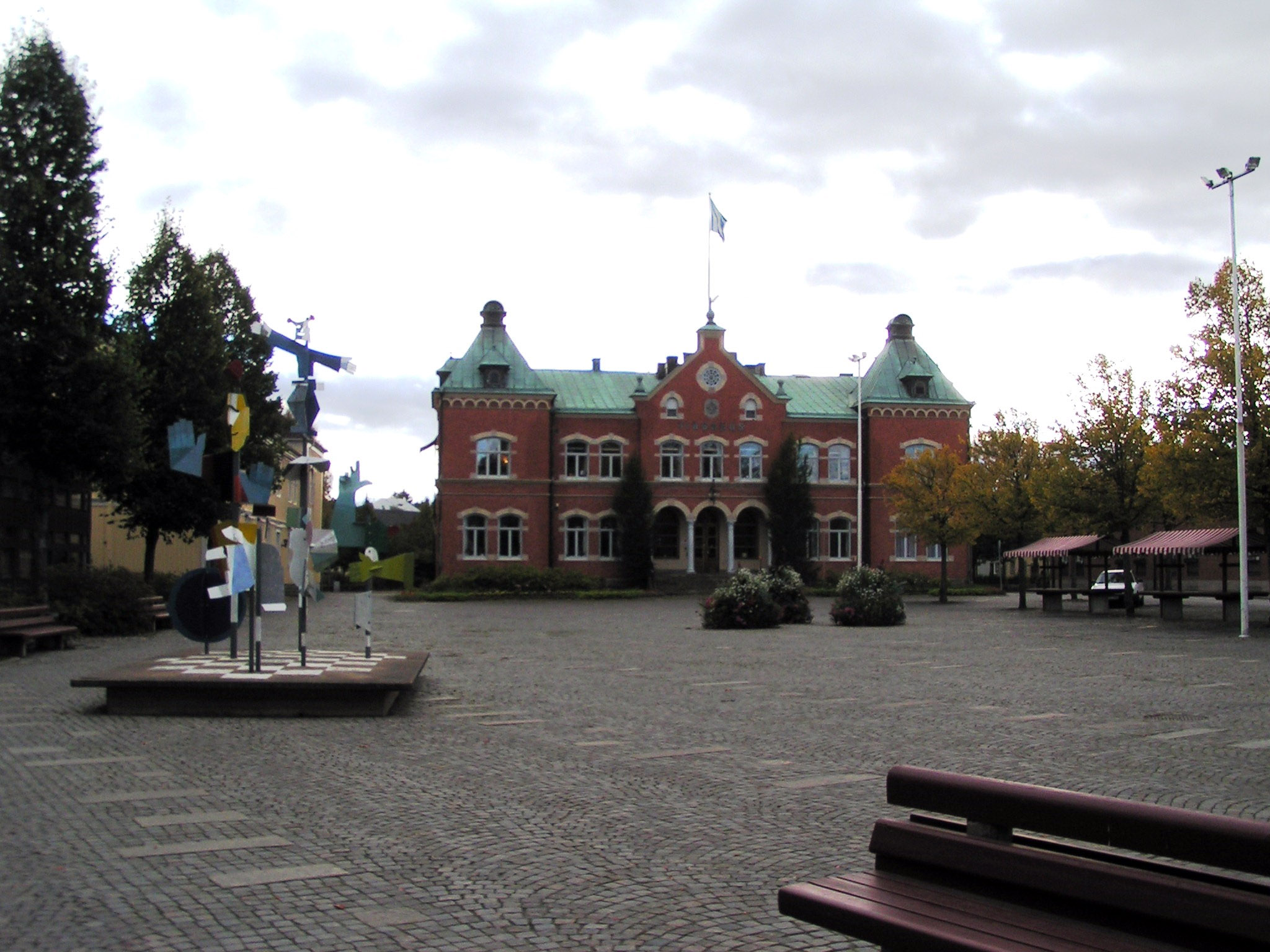
Der Marktplatz von Värnamo
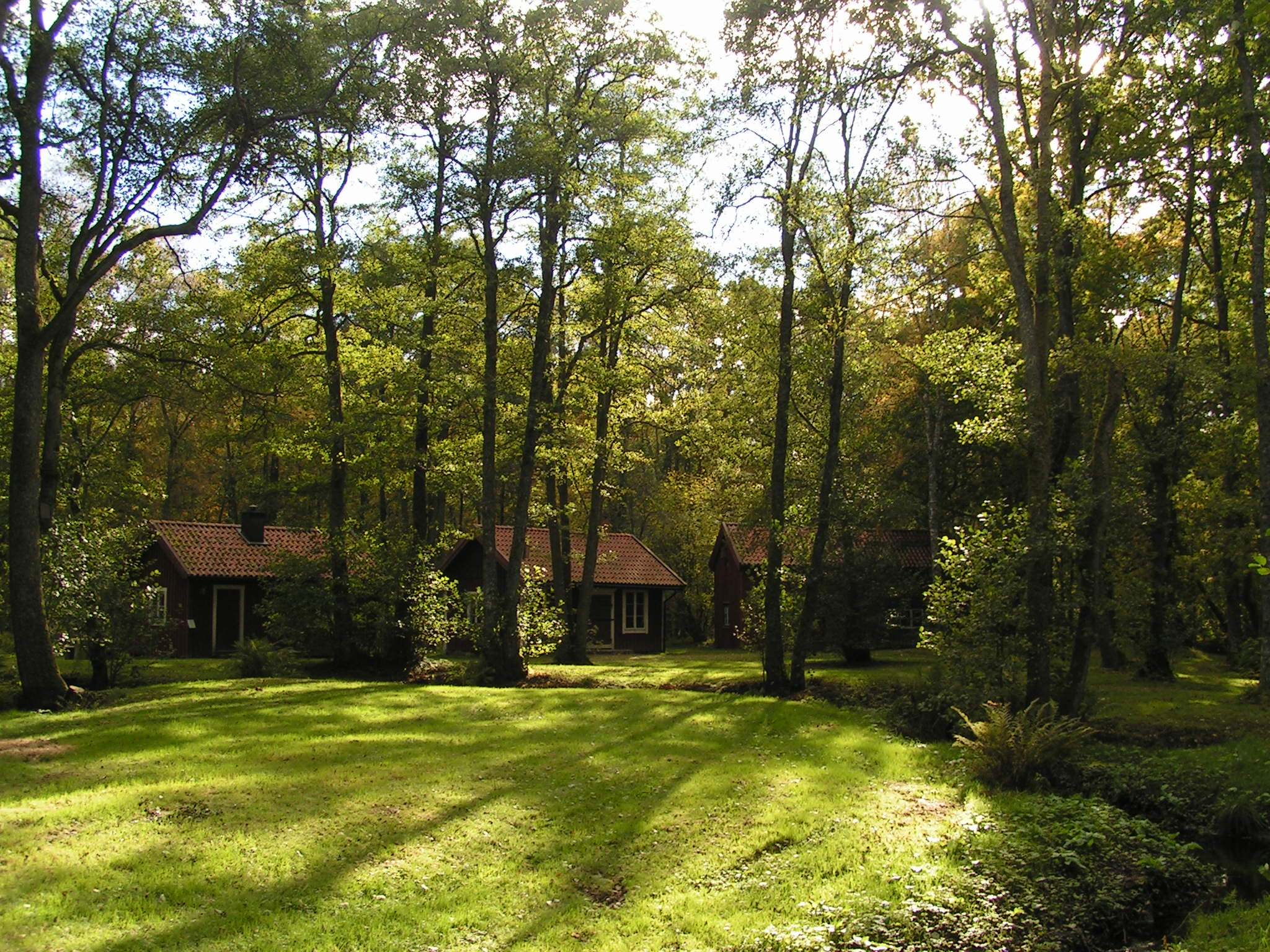
Im Park Apladalen
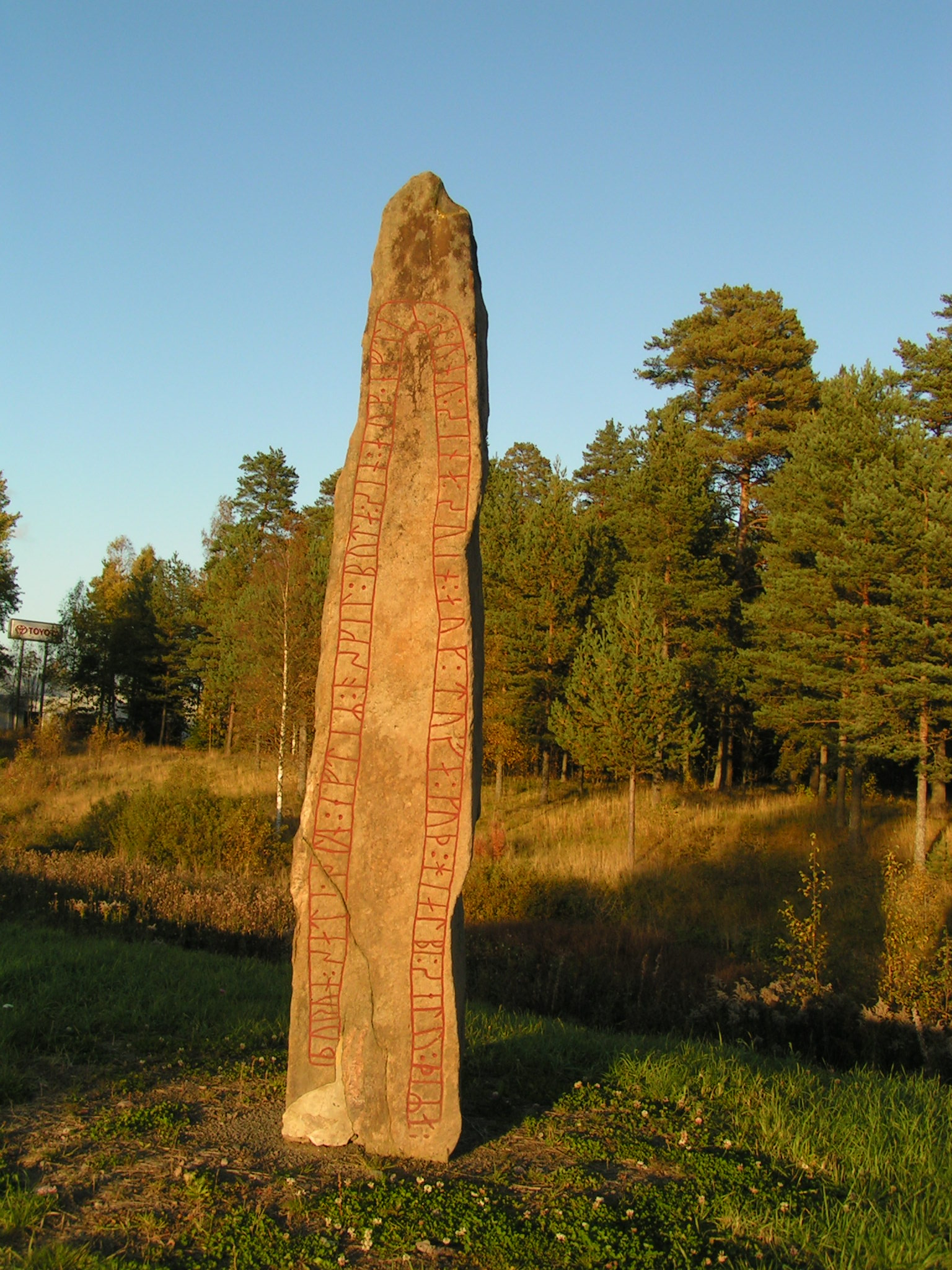
Runenstein nahe Värnamo

## Söhne und Töchter der Stadt
- Bruno Mathsson (1907–1988), Designer
- Stig Sjölin (1928–1995), Boxer
- Sune Hansson (* 1939), Radrennfahrer
- Björn Lekman (* 1944), Eisschnellläufer
- Eva-Britt Svensson (* 1946), Politikerin der linksgerichteten Vänsterpartiet
- Mats Odell (* 1947), christdemokratischer Politiker
- Olle Lönnaeus (* 1957), Journalist und Schriftsteller
- Jonas Thern (* 1967), Fußballspieler
- Annika Nessvold (* 1971), Fußballspielerin
- Michael Svensson (* 1975), Fußballspieler
- Anna Tenje (* 1977), Politikerin
- Elize Ryd (* 1984), Metal-Sängerin
- Alexander Wetterhall (* 1986), Mountainbike- und Straßenradrennfahrer
- Simon Hjalmarsson (* 1989), Eishockeyspieler
- Niklas Hult (* 1990), Fußballspieler
- Felix Rosenqvist (* 1991), Rennfahrer